# Quint Considi
Quint Considi (en llatí Quintus Considius) va ser tribú de la plebs l'any 476 aC junt amb Tit Genuci. Formava part de la gens Consídia, d'origen plebeu.
Va afavorir una de les primeres lleis agràries i va acusar, juntament amb el seu col·lega, a Tit Meneni Agripes Lanat, cònsol l'any anterior, per la mort dels Fabis a Cremera.